# 호라이마주
호라이마주(브라질 포르투갈어: Estado de Roraima)는 브라질 북부에 위치한 주이다. 아마조나스주, 파라 주과 이웃하고 가이아나, 베네수엘라와 국경을 접하고 있다.

## 주요 도시
- 보아비스타

## 인구
| 연도    | 인구    | ±%      |
| ------- | ------- | ------- |
| 1950    | 18,116  | —       |
| 1960    | 29,489  | +62.8%  |
| 1970    | 41,638  | +41.2%  |
| 1980    | 82,018  | +97.0%  |
| 1991    | 215,950 | +163.3% |
| 2000    | 324,397 | +50.2%  |
| 2010    | 450,479 | +38.9%  |
| 2022    | 636,707 | +41.3%  |
| Source: |         |         |